# Bahnstrecke Nora–Karlskoga–Otterbäcken
| Bahnhof Gyttorp im Jahr 2009 |                      |                                                            |                                                            |
| Streckenlänge: | 101,1 km             |                                                            |                                                            |
| Spurweite: | 1435 mm (Normalspur) |                                                            |                                                            |
| Maximale Neigung: | 25,5 ‰               |                                                            |                                                            |
| Minimaler Radius: | 200 m                |                                                            |                                                            |
| |                      |                                                            |                                                            |
| \| \| 17,6 \| Nora \| Nora \| \| \| \| Bahnstrecke Nora–Ervalla nach Ervalla \| \| \| \| 19,5 \| Pershyttevägen (1943–1966) \| Pershyttevägen (1943–1966) \| \| \| \| Pershyttan övre (bis 1975 Gbf Pershyttan) \| NBJV \| \| \| \| \| \| \| \| 21,0 \| Pershyttan nedre (bis 1975 Pershytte växel) \| NBJV \| \| \| \| Bahnstrecke Bredsjö–Degerfors von Bredsjö \| \| \| \| \| Striberg \| \| \| \| \| Åsboberget \| \| \| \| \| Zweigstrecke nach Striberg \| \| \| \| 22,6 \| Gyttorp \| Gyttorp \| \| \| 23,4 \| Käppsta (ehem. Ladestelle) \| NBJV \| \| \| 25,8 \| Knapptorp \| Knapptorp \| \| \| 28,9 \| Bengtstorp (bis 1951 Bhf.) \| Bengtstorp (bis 1951 Bhf.) \| \| \| \| Bahnstrecke Striberg–Degerfors von Striberg \| \| \| \| 30,7 \| Vikersvik \| Vikersvik \| \| \| \| Bahnstrecke Striberg–Degerfors nach Dalkarlsberg \| \| \| \| \| Nya Viker \| NBJV \| \| \| 37,1 \| Enbergsäng \| Enbergsäng \| \| \| 38,3 \| Botten (1955–1966) \| Botten (1955–1966) \| \| \| 39,7 \| Lanthöjden \| Lanthöjden \| \| \| \| Svartälven \| \| \| \| \| Bahnstrecke Kortfors–Grythyttan von Grythyttan (1889–1936) \| \| \| \| 44,4 \| Kortfors \| Kortfors \| \| \| 39,7 \| Öfalla \| Öfalla \| \| \| 49,7 \| Granbergsdal \| Granbergsdal \| \| \| 50,5 \| Kapellet \| Kapellet \| \| \| 54,0 \| Lerängen \| Lerängen \| \| \| 57,2 \| Bråten \| Bråten \| \| \| \| von Björkborn \| \| \| \| \| nach Valåsen (ab 1907) \| \| \| \| 59,2 \| Bofors \| Bofors \| \| \| \| Timsälven \| \| \| \| 60,0 \| Boforsverken \| Boforsverken \| \| \| 61,7 \| Karlskoga (ehem. Pers.-Halt) \| Karlskoga (ehem. Pers.-Halt) \| \| \| 63,3 \| Ekeby Rangierbf \| Ekeby Rangierbf \| \| \| \| Industriegleis Kilsta \| \| \| \| 64,7 \| Odlingen \| Odlingen \| \| \| 67,5 \| Högåsen \| Högåsen \| \| \| \| Värmlandsbahn von Laxå \| \| \| \| 74,0 \| Strömtorp \| Strömtorp \| \| \| \| Värmlandsbahn nach Kristinehamn \| \| \| \| \| \| \| \| \| 76,1 \| Ängebäck \| Draisine \| \| \| 78,1 \| Högberg \| Draisine \| \| \| 83,5 \| Håkanbol \| Draisine \| \| \| 86,4 \| Nysund \| Draisine \| \| \| 93,9 \| Konsterud \| Draisine \| \| \| 100,8 \| Värmlands Säby \| Draisine \| \| \| 104,9 \| Gränsen \| Draisine \| \| \| 109,2 \| Årås \| Draisine \| \| \| \| Gullspångsälven \| \| \| \| \| Bahnstrecke Torved–Gullspång von Torved \| Draisine \| \| \| 113,5 \| Gullspång \| Draisine \| \| \| 118,7 \| Otterbäcken \| Otterbäcken \| \| \| \| \| \| \| Erläuterungen: - NBJV = Von der NBJV neu angelegter Hp/Bf. - Draisine = Nur Draisinenverkehr \| \| \| \| \| Quellen: [1][2][3][4] \| \| \| \| |                      |                                                            |                                                            |
| Kopfbahnhof Streckenanfang | 17,6                 | Nora                                                       | Nora                                                       |
| Abzweig geradeaus und nach links |                      | Bahnstrecke Nora–Ervalla nach Ervalla                      | Bahnstrecke Nora–Ervalla nach Ervalla                      |
| ehemaliger Haltepunkt / Haltestelle | 19,5                 | Pershyttevägen (1943–1966)                                 | Pershyttevägen (1943–1966)                                 |
| Strecke · Kopfbahnhof Streckenanfang |                      | Pershyttan övre (bis 1975 Gbf Pershyttan)                  | NBJV                                                       |
| Abzweig geradeaus und von links · Strecke nach rechts |                      |                                                            |                                                            |
| Blockstelle | 21,0                 | Pershyttan nedre (bis 1975 Pershytte växel)                | NBJV                                                       |
| Strecke von rechts (außer Betrieb) · Strecke |                      | Bahnstrecke Bredsjö–Degerfors von Bredsjö                  | Bahnstrecke Bredsjö–Degerfors von Bredsjö                  |
| Bahnhof (Strecke außer Betrieb) · Strecke |                      | Striberg                                                   | Striberg                                                   |
| Haltepunkt / Haltestelle (Strecke außer Betrieb) · Strecke |                      | Åsboberget                                                 | Åsboberget                                                 |
| Strecke nach links (außer Betrieb) · Abzweig geradeaus und ehemals von rechts |                      | Zweigstrecke nach Striberg                                 | Zweigstrecke nach Striberg                                 |
| Bahnhof | 22,6                 | Gyttorp                                                    | Gyttorp                                                    |
| Haltepunkt / Haltestelle | 23,4                 | Käppsta (ehem. Ladestelle)                                 | NBJV                                                       |
| Haltepunkt / Haltestelle | 25,8                 | Knapptorp                                                  | Knapptorp                                                  |
| Haltepunkt / Haltestelle | 28,9                 | Bengtstorp (bis 1951 Bhf.)                                 | Bengtstorp (bis 1951 Bhf.)                                 |
| Abzweig geradeaus und ehemals von rechts |                      | Bahnstrecke Striberg–Degerfors von Striberg                | Bahnstrecke Striberg–Degerfors von Striberg                |
| Bahnhof | 30,7                 | Vikersvik                                                  | Vikersvik                                                  |
| Abzweig geradeaus und ehemals nach links |                      | Bahnstrecke Striberg–Degerfors nach Dalkarlsberg           | Bahnstrecke Striberg–Degerfors nach Dalkarlsberg           |
| Haltepunkt / Haltestelle |                      | Nya Viker                                                  | NBJV                                                       |
| Haltepunkt / Haltestelle | 37,1                 | Enbergsäng                                                 | Enbergsäng                                                 |
| ehemaliger Haltepunkt / Haltestelle | 38,3                 | Botten (1955–1966)                                         | Botten (1955–1966)                                         |
| ehemaliger Haltepunkt / Haltestelle | 39,7                 | Lanthöjden                                                 | Lanthöjden                                                 |
| Brücke über Wasserlauf |                      | Svartälven                                                 | Svartälven                                                 |
| Abzweig geradeaus und ehemals von rechts |                      | Bahnstrecke Kortfors–Grythyttan von Grythyttan (1889–1936) | Bahnstrecke Kortfors–Grythyttan von Grythyttan (1889–1936) |
| Bahnhof | 44,4                 | Kortfors                                                   | Kortfors                                                   |
| ehemaliger Haltepunkt / Haltestelle | 39,7                 | Öfalla                                                     | Öfalla                                                     |
| ehemaliger Bahnhof | 49,7                 | Granbergsdal                                               | Granbergsdal                                               |
| ehemaliger Haltepunkt / Haltestelle | 50,5                 | Kapellet                                                   | Kapellet                                                   |
| ehemaliger Haltepunkt / Haltestelle | 54,0                 | Lerängen                                                   | Lerängen                                                   |
| ehemaliger Haltepunkt / Haltestelle | 57,2                 | Bråten                                                     | Bråten                                                     |
| Abzweig geradeaus und von rechts |                      | von Björkborn                                              | von Björkborn                                              |
| Abzweig geradeaus und nach links |                      | nach Valåsen (ab 1907)                                     | nach Valåsen (ab 1907)                                     |
| Bahnhof | 59,2                 | Bofors                                                     | Bofors                                                     |
| Brücke über Wasserlauf |                      | Timsälven                                                  | Timsälven                                                  |
| ehemaliger Haltepunkt / Haltestelle | 60,0                 | Boforsverken                                               | Boforsverken                                               |
| Dienststation / Betriebs- oder Güterbahnhof | 61,7                 | Karlskoga (ehem. Pers.-Halt)                               | Karlskoga (ehem. Pers.-Halt)                               |
| Dienststation / Betriebs- oder Güterbahnhof | 63,3                 | Ekeby Rangierbf                                            | Ekeby Rangierbf                                            |
| Abzweig geradeaus und ehemals nach rechts |                      | Industriegleis Kilsta                                      | Industriegleis Kilsta                                      |
| ehemaliger Haltepunkt / Haltestelle | 64,7                 | Odlingen                                                   | Odlingen                                                   |
| ehemaliger Haltepunkt / Haltestelle | 67,5                 | Högåsen                                                    | Högåsen                                                    |
| Abzweig geradeaus und von links |                      | Värmlandsbahn von Laxå                                     | Värmlandsbahn von Laxå                                     |
| Dienststation / Betriebs- oder Güterbahnhof | 74,0                 | Strömtorp                                                  | Strömtorp                                                  |
| Abzweig ehemals geradeaus und nach rechts |                      | Värmlandsbahn nach Kristinehamn                            | Värmlandsbahn nach Kristinehamn                            |
| |                      |                                                            |                                                            |
| ehemaliger Haltepunkt / Haltestelle | 76,1                 | Ängebäck                                                   | Draisine                                                   |
| ehemaliger Bahnhof | 78,1                 | Högberg                                                    | Draisine                                                   |
| ehemaliger Bahnhof | 83,5                 | Håkanbol                                                   | Draisine                                                   |
| ehemaliger Haltepunkt / Haltestelle | 86,4                 | Nysund                                                     | Draisine                                                   |
| ehemaliger Haltepunkt / Haltestelle | 93,9                 | Konsterud                                                  | Draisine                                                   |
| ehemaliger Haltepunkt / Haltestelle | 100,8                | Värmlands Säby                                             | Draisine                                                   |
| ehemaliger Haltepunkt / Haltestelle | 104,9                | Gränsen                                                    | Draisine                                                   |
| ehemaliger Haltepunkt / Haltestelle | 109,2                | Årås                                                       | Draisine                                                   |
| Brücke über Wasserlauf |                      | Gullspångsälven                                            | Gullspångsälven                                            |
| Abzweig geradeaus und von links |                      | Bahnstrecke Torved–Gullspång von Torved                    | Draisine                                                   |
| ehemaliger Kopfbahnhof Strecke ab hier außer Betrieb | 113,5                | Gullspång                                                  | Draisine                                                   |
| Kopfbahnhof Streckenende (Strecke außer Betrieb) | 118,7                | Otterbäcken                                                | Otterbäcken                                                |
| |                      |                                                            |                                                            |
| Erläuterungen: - NBJV = Von der NBJV neu angelegter Hp/Bf. - Draisine = Nur Draisinenverkehr |                      |                                                            |                                                            |
| Quellen: |                      |                                                            |                                                            |

Die Bahnstrecke Nora–Karlskoga ist eine ehemals 101 Kilometer lange normalspurige Eisenbahnstrecke in Schweden. Sie wurde zwischen 1871 und 1874 von der Gesellschaft Nora-Karlskoga järnvägsaktiebolag (NKJ) erbaut, um die Städte Nora und Karlskoga zu verbinden sowie in Strömtorp an die seit 1866 bestehende Nordvästra stamban, heute Värmlandsbanan genannt, anzuschließen. Im Jahr 1876 wurde die Verlängerung über Strömtorp hinaus nach Otterbäcken am Vänern eröffnet. Die Strecke diente ursprünglich überwiegend dem Eisenerz- und Roheisentransport von den Bergwerken und Eisenhütten in der Region Bergslagen zu den Stahlwerken im Umkreis um Karlskoga sowie zum Vänernhafen Otterbäcken. Der Personenverkehr hatte stets geringe Bedeutung und wurde 1966 eingestellt.

## Geschichte

### Bau und Inbetriebnahme
Die NKJ wurde auf Initiative des Besitzers der Eisenhütte Bofors bei Karlskoga, Per Erland Lagerhjelm, im Februar 1871 gegründet. Durch den Bau der Bahn sollte die Versorgung der Hütte Bofors sowie weiterer Eisenhütten in der Umgebung mit Eisenerz und Kalkstein aus der Region um Nora zu allen Jahreszeiten sichergestellt werden.
Ende Juni 1871 begann der Bau der Strecke. Im Januar 1872 wurde der Abschnitt Bofors–Strömtorp eröffnet und damit der Anschluss an die Nordvästra stamban hergestellt.
Am 1. Juli 1873 konnte der Abschnitt Bofors–Vikersvik zunächst provisorisch für den Güterverkehr in Betrieb genommen werden. Am 1. November 1873 folgte der Abschnitt Vikersvik–Nora zugleich mit der Zweigstrecke nach Striberg. Diese Zweigstrecke ist nicht mit der Bahnstrecke Striberg–Degerfors der Vikern–Möckelns Järnväg (WMJ) zu verwechseln. Die NKJ-Strecke verlief am Ostufer des Sees Vikern und war normalspurig, die WMJ-Strecke verlief am Westufer des Vikern und war schmalspurig mit der ungewöhnlichen Spurweite von 802 mm.
Die Inbetriebnahme für den allgemeinen Verkehr erfolgte im März 1874.

### Verlängerung nach Otterbäcken
Noch vor Abschluss der Bauarbeiten am Abschnitt Nora–Karlskoga beantragte die NKJ eine Konzession für den Weiterbau der Strecke ab dem Anschlusspunkt an die Nordvästra stamban bis zum Mälarenhafen Otterbäcken, der damals noch Torkelsvik hieß. Am 13. Juli 1876 wurde dieser Streckenabschnitt eröffnet.

### Übernahme Nora–Ervalla Järnväg
Zwischen der NKJ und der seit 1856 bestehenden, der Nora–Ervalla järnvägsaktiebolag (NEJ) gehörenden Bahnstrecke Nora–Ervalla, die ebenso wie die Hauptstrecke der NKJ in Nora begann, entwickelte sich eine Konkurrenzsituation. Die NEJ verfügte nicht über eigene Fahrzeuge, sondern ließ den Betrieb von Köping–Hults Järnväg (KHJ) durchführen und erhielt dafür einen Anteil aus den Einnahmen. Ab 1876 übernahm die NKJ die Betriebsführung von der KHJ, zunächst zu unveränderten Konditionen. 1885 kaufte die NKJ alle Aktien der NEJ auf. Die NEJ blieb zunächst als formell eigenständige Gesellschaft erhalten, allerdings wurde nun die Strecke gepachtet.

### Übernahme Bredsjö–Degerfors Järnväg
Auch mit der schmalspurigen Vikern–Möckelns Järnväg (WMJ), die nahezu zeitgleich mit der NKJ-Strecke erbaut worden war, entwickelte sich sehr bald ein scharfer Konkurrenzkampf. Beide Strecken begannen in Striberg, kreuzten sich höhengleich in Vikersvik und endeten in nur wenigen Kilometern Entfernung an der Nordvästra stamban. Um den Konkurrenzkampf zu beenden, kaufte die NKJ 1886 alle Aktien der Vikern–Möckelns Järnväg auf. 1893 beantragte die NKJ, die Strecken Striberg–Degerfors (Vikern–Möckelns järnvägsaktiebolag), Striberg–Grängen (Striberg–Grängen järnvägsaktiebolag) und Bredsjö–Grängen (Bredsjö–Grängens trafikaktiebolag), die alle die gleiche Spurweite von 802 mm hatten, zu einer einzigen Strecke zu verschmelzen. Die Fusion wurde im November 1893 bewilligt und zum 20. April 1894 wurde die Bredsjö–Degerfors Järnväg (BDJ) als Tochtergesellschaft der NKJ gegründet.

### Restrukturierung
Am Anfang des 20. Jahrhunderts geriet die NKJ in erhebliche finanzielle Schwierigkeiten. Insbesondere der gleichzeitige Betrieb von Normal- und Schmalspurbahnen auf zum Teil nahezu parallel verlaufenden Strecken war sehr unwirtschaftlich. Um das Überleben der Bahn zu sichern, mussten radikale Maßnahmen ergriffen werden. Daher beantragte die Führung der NKJ am 29. November 1904 die Genehmigung für folgende Maßnahmen:
- Stilllegung der Schmalspurstrecke Striberg–Degerfors mit Ausnahme des vier Kilometer langen Abschnitts Vikersvik–Dalkarlsberg
- Umbau der Schmalspurstrecke Bredsjö–Striberg auf Normalspur
- Neubau einer vier Kilometer langen, normalspurigen Zweigstrecke Bofors–Valåsen als Ersatz für den stillzulegenden Schmalspurabschnitt Degerfors–Valåsen.

Auch die Betreibergesellschaft selbst wurde restrukturiert und am 1. August 1905 unter dem Namen Nora Bergslags Järnvägsaktiebolag (NBsJ) neu gegründet. Die eigentlich vorgesehene Abkürzung NBJ konnte zunächst nicht verwendet werden, weil diese bereits von der Norsholm–Bersbo Järnväg benutzt wurde. Erst als diese Bahn zusammen mit anderen Strecken zu Norsholm–Västervik–Hultsfreds Järnvägar verschmolzen wurde, wurde die Abkürzung frei.
Die Umbauarbeiten wurden im Laufe des Jahres 1907 abgeschlossen und die betroffenen Schmalspurabschnitte anschließend stillgelegt und abgebaut.

### Rückgang und Einstellung des Personenverkehrs
Während der Güterverkehr nach der Restrukturierung einen Aufschwung erlebte, machte sich beim ohnehin nie sehr bedeutenden Personenverkehr auf den Strecken der NBsJ ab den 1940er Jahren die Konkurrenz durch den Straßenverkehr immer stärker bemerkbar. Zunächst versuchte die NBsJ durch den Einsatz von Triebwagen anstatt lokbespannter Züge gegenzusteuern. Aber ab 1957 wurde der Personenverkehr nach und nach reduziert. Schließlich wurde nur noch die Strecke Nora–Ervalla an Werktagen im Schülerverkehr bedient. Im Mai 1967 wurde der Personenverkehr vollständig eingestellt.

## Stilllegungen
Im Jahr 1967 wurden die Eisenerzgruben in Pershyttan und Striberg geschlossen, die bisher für den größten Teil des Güterverkehrsaufkommens gesorgt hatten. Zwar fuhren noch bis 1974 Erzzüge, um die Erzlagerhalden bei den Gruben abzubauen. Danach wurden aber die meisten Streckenabschnitte in kurzer Zeit stillgelegt:
| Datum      | Streckenabschnitt       | Länge | Anmerkungen                                                 |
| ---------- | ----------------------- | ----- | ----------------------------------------------------------- |
| 03.05.1974 | Gyttorp – Pershyttan    | 2 km  | 1975 abgebaut, 1988 für Museumsverkehr wiederaufgebaut      |
| 03.05.1977 | Bredsjö – Grängen       | 15 km | 1979 – 1980 abgebaut                                        |
| 11.06.1979 | Gyttorp – Grängen       | 30 km | 1979 – 1980 abgebaut                                        |
| 11.06.1979 | Gyttorp – Nora          | 5 km  | Als Museumsbahn erhalten                                    |
| 11.06.1979 | Nora – Ervalla          | 18 km | Als Museumsbahn erhalten                                    |
| 01.10.1989 | Gyttorp – Bofors        | 37 km | Als Museumsbahn erhalten                                    |
| 31.12.1994 | Strömtorp – Otterbäcken | 45 km | teilweise abgebaut, teilweise für Draisinenfahrten erhalten |

Am 1. Januar 1979 wurde die Gesellschaft NBJ von der staatlichen schwedischen Eisenbahngesellschaft Statens Järnvägar (SJ) übernommen und am 1. Januar 1985 aufgelöst.

## Heutiger Betrieb
Heute findet regulärer Bahnbetrieb (nur Güterverkehr) nur noch auf dem Abschnitt Strömtorp–Karlskoga statt. Auf dem Abschnitt Nora–Käppsta fahren in den Sommermonaten sowie zu bestimmten Ereignissen Museumszüge des Vereins Nora Bergslags Veteran-Jernväg (NBJV). Bis 2010 fuhren die Museumszüge auch bis Bofors, dem Verein fehlten aber nach dem Auslaufen eines unter anderem von der EU finanzierten Förderprojekts die Ressourcen, um diesen Abschnitt weiter in Betrieb halten zu können. Ab dem Frühjahr 2018 fanden jedoch Rodungsarbeiten auf dem Abschnitt Käppsta–Vikersvik statt, der nach Möglichkeit im Sommer 2019 wieder in Betrieb gehen sollte.
Ebenfalls in den Sommermonaten kann der Abschnitt Gullspång–Ängebäck mit Draisinen befahren werden, die im ehemaligen Bahnhof Gullspång gemietet werden können. Um zu verhindern, dass die Draisinen auf die noch in Betrieb befindliche Värmlandsbahn auffahren, wurde die Verbindungskurve zwischen Ängebäck und Strömtorp abgebaut.
Der Abschnitt Gullspång–Otterbäcken wurde abgebaut, hier wurde auf dem Bahndamm ein Radweg angelegt.